# Porites compressa
Porites compressa är en korallart som beskrevs av James Dwight Dana 1846. Porites compressa ingår i släktet Porites och familjen Poritidae. IUCN kategoriserar arten globalt som livskraftig. Inga underarter finns listade i Catalogue of Life.